# Knooppunt Charleroi-Nord
Het Knooppunt Charleroi-Nord is een knooppunt waar de A54/E420 eindigt op de R9 in de Belgische stad Charleroi. Vanaf dit knooppunt gaat de E420 samen met de R9. Het knooppunt is een onvolledig knooppunt.
| Aansluitende wegen | Aansluitende wegen | Aansluitende wegen               | Aansluitende wegen | Aansluitende wegen |
| ------------------ | ------------------ | -------------------------------- | ------------------ | ------------------ |
|                    |                    | richting Luik / Bergen / Brussel |                    |                    |
|                    |                    |                                  |                    |                    |
| richting Charleroi |                    |                                  |                    |                    |
|                    |                    |                                  |                    |                    |
|                    |                    |                                  |                    | richting Charleroi |

Aalbeke · Antwerpen-Centrum · Antwerpen-Haven · Antwerpen-Noord · Antwerpen-Oost · Antwerpen-West · Antwerpen-Zuid · Arquennes · Battice · Beaufays · Beveren · Bois-d'Haine · Brugge · Cerexhe · Charleroi-Nord · Charleroi-Sud · Cheratte · Daussoulx · Destelbergen · Doornik · Familleureux · Fexhe-Slins · Gent-Centrum · Gouy · Grâce-Hollogne · Groot-Bijgaarden · Hautrage · Hauts-Sarts · Heppignies · Heverlee · Hoog-Itter · Houdeng-Goegnies · Jabbeke · Jemappes · Kortrijk-West · Kortrijk-Zuid · Leonardkruispunt · Loncin · Lummen · Machelen · Marcinelle · Marquain · Merelbeke · Moorsele · Neufchâteau · Ranst · Sint-Stevens-Woluwe · Strombeek-Bever · Thiméon · Ville-sur-Haine · Vottem · Wilrijk-Valaar · Zaventem · Zwijnaarde